# Stratégie de l'inespoir
Albums de Hubert-Félix Thiéfaine
Suppléments de mensonge
(2011) Géographie du vide
(2021)
Singles
1. Angélus
Sortie : 2014
2. Fenêtre sur désert
Sortie : 2014

Stratégie de l'inespoir est le dix-septième album studio du chanteur français Hubert-Félix Thiéfaine sorti le 24 novembre 2014.
L'album est certifié disque d'or en France.

## Présentation
Le disque est produit par son fils Lucas Thiéfaine et Dominique Ledudal. Pour Michaël Perruchoud : « [S]i l’album est une incontestable réussite en ce qui concerne les textes et les compositions, il constitue surtout une petite révolution dans les prises de voix. Thiéfaine prend des risques, chante comme jamais il ne l’avait fait auparavant. »
Dans Karaganda (Camp 99), il rend hommage aux prisonniers du goulag.

## Pistes
1. En remontant le fleuve — 5 min 10 s
2. Angélus — 3 min 19 s
3. Fenêtre sur désert — 3 min 59 s
4. Stratégie de l'inespoir — 3 min 01 s
5. Karaganda (Camp 99) — 5 min 32 s
6. Mytilène Island — 2 min 47 s
7. Résilience zéro — 4 min 41 s
8. Lubies sentimentales — 3 min 58 s
9. Amour désaffecté — 4 min 13 s
10. Médiocratie — 3 min 31 s
11. Retour à Célingrad — 3 min 05 s
12. Toboggan — 4 min 12 s
13. Père et fils — 3 min 04 s (réédition uniquement)